# Brigadas Vermelhas
Prisão de Renato Curcio e
Alberto Franceschini em
8 de Setembro de 1974.
Brigadas Vermelhas (Brigate Rosse em italiano) (BR) é uma organização paramilitar de guerrilha comunista italiana formada no ano de 1970.

## Origens
A organização teve suas origens no movimento estudantil do final da década de 1960 e marcou fortemente a cena política italiana dos anos 70 e 80. Seus fundadores eram originários da Universidade Livre de Trento (Libera Università di Trento), como Renato Curcio, Margherita Cagol e Giorgio Semeria; de Reggio Emilia (Alberto Franceschini e Prospero Gallinari, estes últimos, jovens militantes da FGCI, a organização juvenil do PCI), do movimento operário (Mario Moretti, técnico da Sit-Siemens). Havia também muitos militantes provenientes da esquerda católica.
A formação das Brigadas Vermelhas teve lugar no contexto de lutas sociais no final dos anos 60. As greves dos trabalhadores abalaram as fábricas (Pirelli e Siemens em particular), levando parte do movimento operário a adoptar a "propaganda armada" como método de luta. As primeiras acções - destruição de veículos dos capatazes ou sequestro de gestores - reflectiram a composição social dos grupos armados. Entre as 1.337 pessoas condenadas por pertencerem às Brigadas Vermelhas, 70% eram trabalhadores, trabalhadores de serviços ou estudantes. O seu armamento provinha principalmente dos stocks da partidária da Segunda Guerra Mundial.
O medo de um golpe de direita em Itália, como a ditadura dos coronéis em Grécia e a ditadura militar de Augusto Pinochet em Chile, num país ainda marcado pelo seu recente passado pelo fascismo, explica em parte porque é que o terrorismo de extrema-esquerda se desenvolveu em Itália mais do que em qualquer outro país da Europa. "Cresci com a ideia de que eles estavam a planear um golpe, como na Grécia ou no Chile. E que eles nos teriam matado. De facto, eles já tinham começado", explica Sergio Segio, um dos números dos Anos de Chumbo. De facto, entre 1969 e 1975, os ataques e a violência política foram principalmente atribuíveis a grupos de direita (95% de 1969 a 1973, 85% em 1974 e 78% em 1975)

## Ideologia e objetivos

Bandeira informal das BR

Majoritariamente identificadas com o marxismo-leninismo (Terceira Internacional) e bastante  influenciadas pelo maoísmo (corriam os tempos da Revolução Cultural Chinesa) as BR pareciam ter maior densidade ideológica do que a maioria das organizações radicais da esquerda européia daqueles anos. No entanto estavam longe de ser uma organização monolítica, dada a  grande variedade de tendências que abrigava.
A organização pregava a "via revolucionária", em contraste com a orientação reformista do Partido Comunista Italiano - PCI - e tinha como objetivo "atacar o projeto contra-revolucionário do capitalismo multinacional imperialista para construir o Partido Comunista Combatente e os organismos de massa revolucionários". Para tanto, pretendia debilitar o Estado italiano e preparar o caminho para uma revolução marxista, liderada pelo proletariado revolucionário, que levasse a Itália a separar-se da Aliança Ocidental.

## Atividade

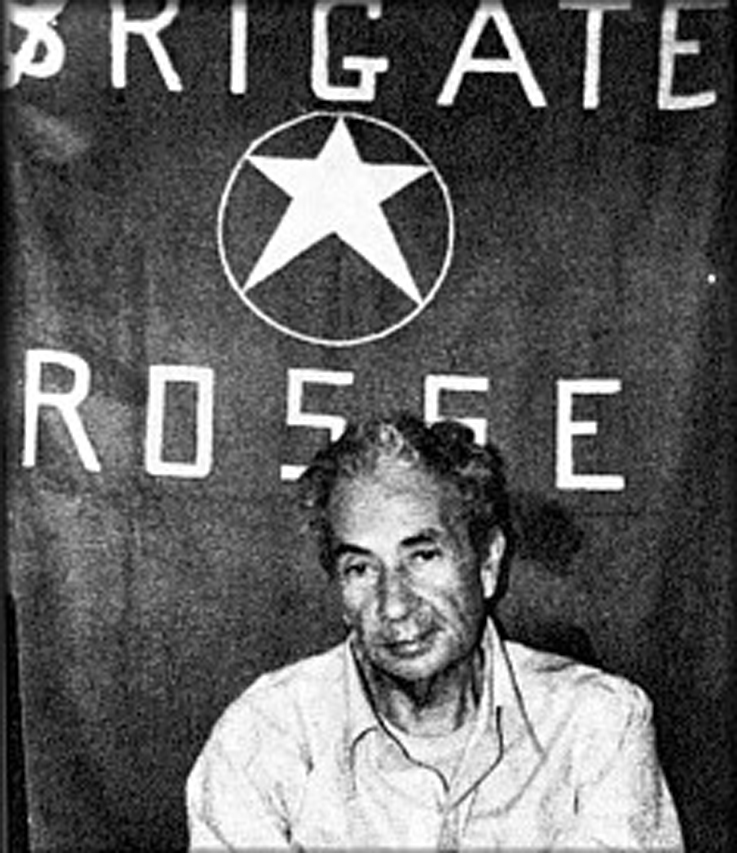
Imagem de cativeiro do sequestro de Aldo Moro.

No primeiro período de atividade, a luta política das BR consistiu em atentados incendiários contra veículos dos dirigentes de fábricas, panfletagem, sequestros relâmpago e consequentes exposições midiáticas de dirigentes.
A maioria dos ataques das BR teve como alvo símbolos do establishment - sindicalistas, políticos e homens de negócios. Sob a direção de Renato Curcio, a organização inspirou-se no modelo dos Tupamaros uruguaios e adotou o lema de "muerde y huye".
Entre 1970 e 1973, as BR criaram células secretas e iniciaram seu ataque "ao coração do Estado, da economia e da produção".
Após a prisão de Curcio  a liderança da organização foi assumida por Mario Moretti que, em 16 de março de 1978, conduziu o sequestro e, após um longo período de cativeiro e negociações infrutíferas com o governo, à execução de Aldo Moro, ex-primeiro-ministro e presidente da Democracia Cristã Italiana. O caso gerou uma grande comoção no país e na comunidade internacional, marcando o início do declínio das Brigadas Vermelhas.
Ao se iniciarem os anos 1980, cerca de 500 brigadistas já estavam na prisão e apesar dos esforços  da organização em realizar uma ofensiva para controlar "fábricas, bairros, cadeias e colégios", a polícia italiana acabou por obter a "colaboração" de vários dos presos, em troca de redução de suas penas. Daí em diante, as Brigadas Vermelhas entraram em um período de declínio.
Problemas internos, crise ideológica, falhas operacionais e a detenção de seus principais líderes minaram a coesão do grupo que, em 1984, cindiu-se em duas partes, dando origem ao Partido Combativo Comunista (BR-PCC) e à União Comunista Combativa (BR-UCC). Daí em diante, seus integrantes buscaram o apoio do lumpemproletariado, da KGB através da Tchecoslováquia, dos palestinos e de diferentes grupos revolucionários. No entanto, um cuidadoso plano policial e judicial conseguiu  neutralizar as ações do o grupo e  reduzi-lo até o seu quase desaparecimento.